# Wilhelm Weizsäcker
Wilhelm Weizsäcker, křtěný Wilhelm Carl Rudolf (2. listopadu 1886 Praha – 19. července 1961 Heidelberg), byl německý právník, profesor právní historie na Německé univerzitě v Praze. Byl výrazným představitelem německé vědy za první republiky i v období protektorátu, po válce působil na univerzitě v Heidelbergu.

## Život a působení
Absolvoval německé gymnázium v ulici Na Příkopech v Praze, poté studoval na právnické fakultě německé Karlo-Ferdinandovy univerzity, navštěvoval také přednášky na její filosofické fakultě a roku 1909 získal doktorát práv. Následovala právní praxe v justici, postupně působil u vrchního zemského soudu, okresního soudu v Bílině a Obchodního soudu v Praze. Mezitím se v roce 1922 habilitoval na německé právnické fakultě a roku 1927 byl jmenován mimořádným profesorem pro obor dějin práva na území Československé republiky. Tehdy také opustil soudnictví a věnoval se již jen akademické kariéře, o tři roky později byl pak jmenován řádným profesorem. Mj. vydal práce o českém horním právu Sächsisches Bergrecht in Böhmen (1929) a System des tschechoslowakischen Bergrechtes (1933). Působil i ve veřejných funkcích, stal se děkanem fakulty, členem zkušební komise pro soudcovské zkoušky při vrchním zemském soudu, dále členem pražské Deutsche Gesellschaft der Wissenschaften und Künste, brněnské Deutscher Verein für Geschichte Mährens und Schlesiens a vratislavské Historische Kommission für Schlesien. Jako jeden z mála Němců ovšem zároveň souhlasil se svým členstvím v Královské české společnosti nauk, kam jej navrhl profesor Kapras, ačkoli jinak byl výrazným německým nacionalistou. Účastnil se např. sporů o původnost Univerzity Karlovy, jak bylo prohlášeno zákonem zvaným lex Mareš. Na české straně se s ním nejvíce přel historik Václav Vojtíšek.
Na konci 30. let ho Sudetoněmecká strana, jejímž členem byl už od roku 1935, pověřila vedením právního oddělení připravované vědecké společnosti Sudetendeutsche Forschungsgemeinschaft, ale vzhledem ke krizi, která nakonec vyústila až v přijetí Mnichovské dohody, odešel spolu s dalšími z obavy z možných československých represí za hranice. Působil chvíli na Vídeňské univerzitě, kam přešel i profesor Ernst Swoboda, a na univerzitě v Mnichově. Po prohlášení Protektorátu Čechy a Morava se Weizsäcker vrátil do Prahy, opět byl děkanem právnické fakulty německé univerzity a stal se zde také správním ředitelem Reinhard-Heydrich-Stiftung. Veřejně přednášel o vědě v nacistickém Německu a zaobíral se německým městským právem, podílel se např. na vydání studie o právních dějinách Litoměřic Beiträge zur Rechtsgeschichte von Leitmeritz (1944). 8. května 1945 uprchl z Prahy do Plzně, kde se dostal do amerického zajetí. Odtud se dostal do Mnichova a byl aktivní v úřadu pro vysídlence. Hájil pak zájmy sudetských Němců, vydal kupř. první díl Quellenbuch zur Geschichte der Sudetenländer (1960), přičemž už od roku 1950 byl čestným profesorem na univerzitě v Heidelbergu.